# Stempellina johannsenii
Stempellina johannsenii is een muggensoort uit de familie van de dansmuggen (Chironomidae). De wetenschappelijke naam van de soort is voor het eerst geldig gepubliceerd in 1913 door Thienemann and Bause.